# Bengalia yorubana
Bengalia yorubana este o specie de muște din genul Bengalia, familia Calliphoridae. A fost descrisă pentru prima dată de Andy Z. Lehrer în anul 2005.
Este endemică în Nigeria. Conform Catalogue of Life specia Bengalia yorubana nu are subspecii cunoscute.